# Волочанка
Волоча́нка — посёлок в Таймырском Долгано-Ненецком районе Красноярского края России. Население — 436 чел. (2018). Подчинён городу Дудинке и входит в городское поселение город Дудинка.

## География
Посёлок расположен в южной части Северо-Сибирской низменности в 410 км к северо-востоку от Дудинки на левом берегу реки Хеты (местность Затундра).

## Климат
| Показатель              | Янв.  | Фев.  | Март  | Апр.  | Май  | Июнь | Июль | Авг. | Сен. | Окт.  | Нояб. | Дек.  | Год   |
| ----------------------- | ----- | ----- | ----- | ----- | ---- | ---- | ---- | ---- | ---- | ----- | ----- | ----- | ----- |
| Средняя температура, °C | −29,7 | −29,5 | −22,1 | −13,5 | −4,1 | 7,7  | 13,0 | 10,3 | 3,0  | −10,3 | −22,8 | −28,2 | −10,5 |
| Источник:               |       |       |       |       |      |      |      |      |      |       |       |       |       |

## История
Считается, что ясачное зимовье Волочаны было основано в 1643 году отрядом стрельцов под руководством Василия Сычёва. Зимовье располагалось у волока, соединявшего бассейны рек Хета и Пясина. Отсюда, вероятно, происходит и название посёлка. В ряде документов Волочанка называлась Волосянкой. Со временем зимовье выросло в село.
В марте 1931 года в ходе организации Таймырского национального округа был образован Авамский район, центром которого стала Волочанка. При этом в Волочанке были открыты медпункт, торговый кооператив, дом туземцев, школа и другие объекты. Был организован олений колхоз.
В 1932 году в Волочанке приземлился первый самолёт. В 1937 году были открыты библиотека и школьный интернат, для детей северных народов-кочевников. В Волочанке работал колхоз имени Сталина, занимавшийся коневодством и огородничеством. В 1955 году в Волочанку прибыли первые трактора.
В 1964 году Авамский район был упразднён и Волочанка потеряла статус райцентра, оставаясь лишь центром сельсовета. В тот же период три небольших колхоза «им. Шмидта», «им. Сталина» и «Искра» объединились в совхоз «Волочанский». Совхоз занимался оленеводством, рыболовством, охотой на пушного зверя, имел звероферму и скотоводческую ферму.

## Экономика и социальная сфера
Экономика
Основными отраслями хозяйства Волочанки являются добыча дикого северного оленя и рыболовство. Промыслом оленя занимаются заготовительная фирма «Антур», и фермерское хозяйство С. И. Бетту. Действуют семейно-родовые хозяйства «Боганида», «Бранг», «Бульчут-2», «Возрождение», «Еремино», «Искра», «Каллан», «Линончар», «Мукустур», «Тагинары» и «Хулус».
Социальная сфера
В Волочанке работают средняя школа с музеем, детский сад, участковая больница, сельский дом культуры, библиотека, отделение почтовой связи, участок ЖКХ, 3 предприятия розничной торговли, ветеринарный участок, метеостанция и авиаплощадка. Энергетическое снабжение Волочанки производится с помощью дизельной электростанции.
При доме культуры работают фольклорный ансамбль «Хенсу» («Друзья»); детский фольклорно-хореографический ансамбль «Дидар» («Луч»); хор нганасанской песни «Хеньдир» («Бубен»); семейный клуб «Сяйба танса» («Семь семей») и клуб ветеранов труда «Согласие».
Выпускницей Волочанской средней школы была долганская поэтесса, создательница долганской письменности О. Е. Аксёнова. В 2006 году её имя было присвоено Волочанской средней школе. В Волочанской средней школе ведётся преподавание долганского и нганасанского языков.
8 августа 2020 года здание Волочанской средней школы сгорело от пожара. 
Посёлок не имеет централизованных систем водоотведения. 
Транспорт
Сообщение с Волочанкой круглогодично поддерживается вертолётами, с декабря по апрель по зимнику, а в тёплое время года — по реке Хете.

## Население
| 1939 | 1959 | 2010 | 2018 |
| ---- | ---- | ---- | ---- |
| 449  | ↗939 | ↘530 | ↘436 |

По данным администрации городского поселения город Дудинка, из 445 жителей Волочанки 212 являются нганасанами, 200 долганами и 3 ненцами.